# Schurzberg
Schurzberg (česky doslovně Zástěrový vrch) je vrchol o nadmořské výšce 418 m na území města Neustadt in Sachsen (místní část Oberottendorf) v zemském okrese Saské Švýcarsko-Východní Krušné hory v Sasku.

## Charakteristika
Vrch leží v německé části Šluknovské pahorkatiny (Lausitzer Bergland) a její mesogeochoře Severní hornolužická vrchovina (Nördliches Oberlausitzer Bergland). Geologické podloží tvoří dvojslídý hybridní granodiorit, který protíná žíla doleritu. Část severovýchodního a severního svahu zaujímá rozsáhlý kamenolom, ve kterém se obě horniny těží. V granodioritu jsou přítomny xenolity drobových rul, břidlic či amfibolitu. Nalezeny byly též nerosty jako křišťál, anatas či grosulár. Převládajícím půdním typem je podzolová kambizem, kterou doplňují erodovaná parakambizem až pseudoglej a koluvizem. Severní svahy jsou odvodňovány do Wesenitz, ostatní pak do Polenze. Celý vrch tak náleží k povodí Labe a k úmoří Severního moře. Kromě kamenolomu je povrch Schurzbergu zemědělsky využíván. Jižní až západní svahy sahají k zástavbě Oberottendorfu; na jižním svahu stojí raně barokní vesnický kostel z roku 1620. Po svazích Schurzbergu prochází železniční trať Budyšín – Bad Schandau. Využíván je pouze její úsek z Neukirchu ke kamenolomu, úsek od kamenolomu do Neustadtu je mimo provoz.

## Galerie

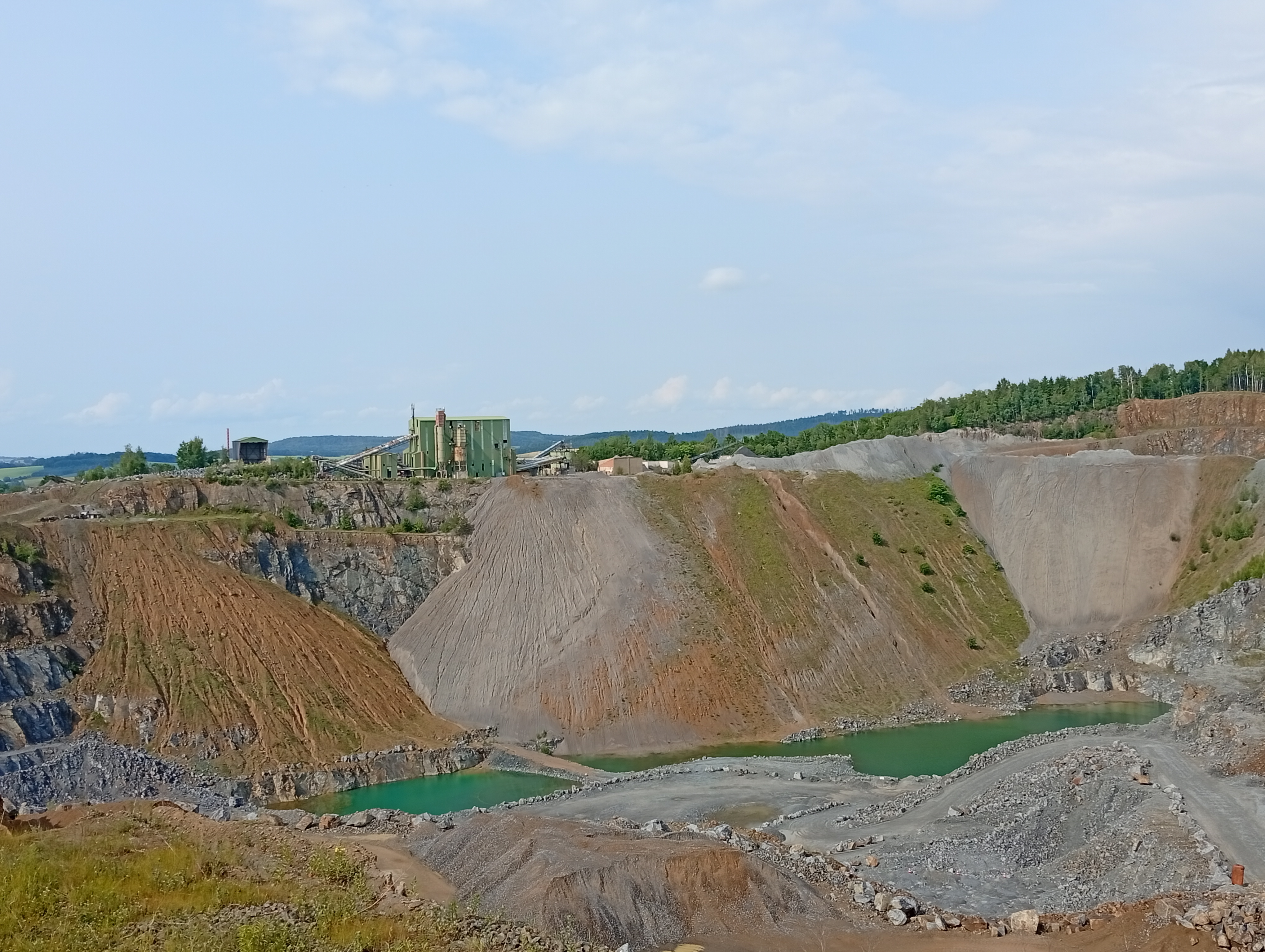
Kamenolom
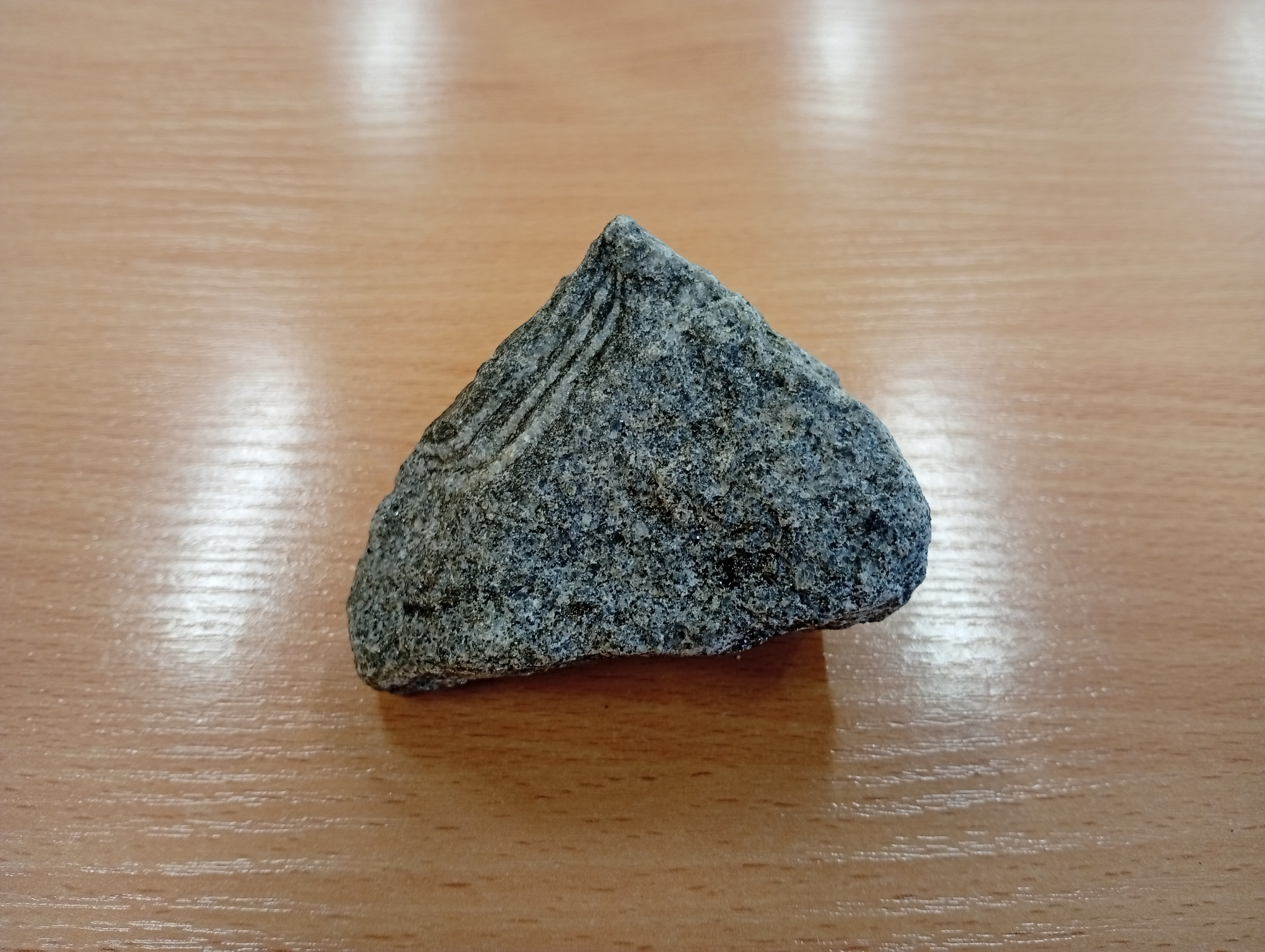
Hybridní dvojslídý granodiorit
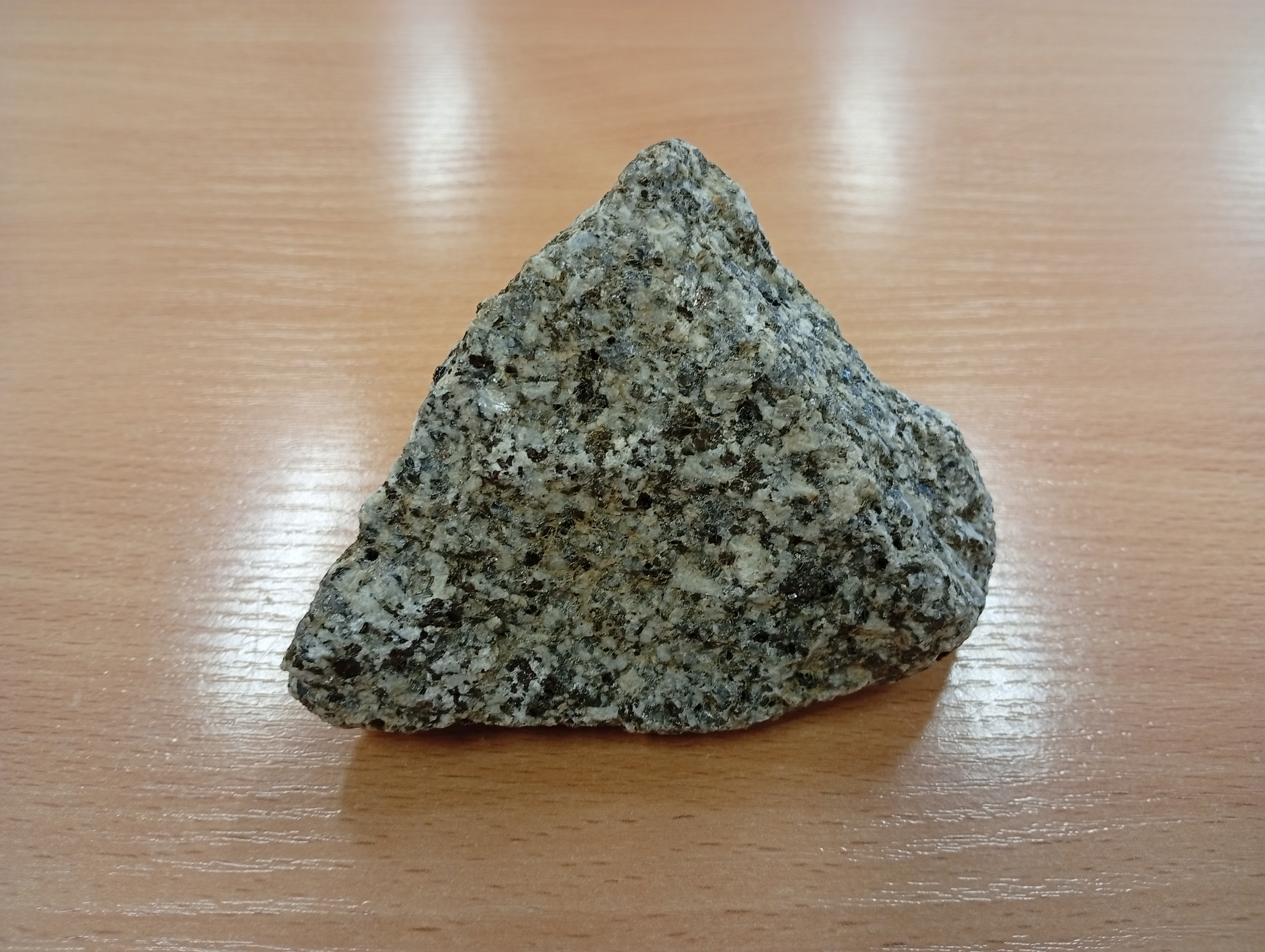
Lužický granodiorit
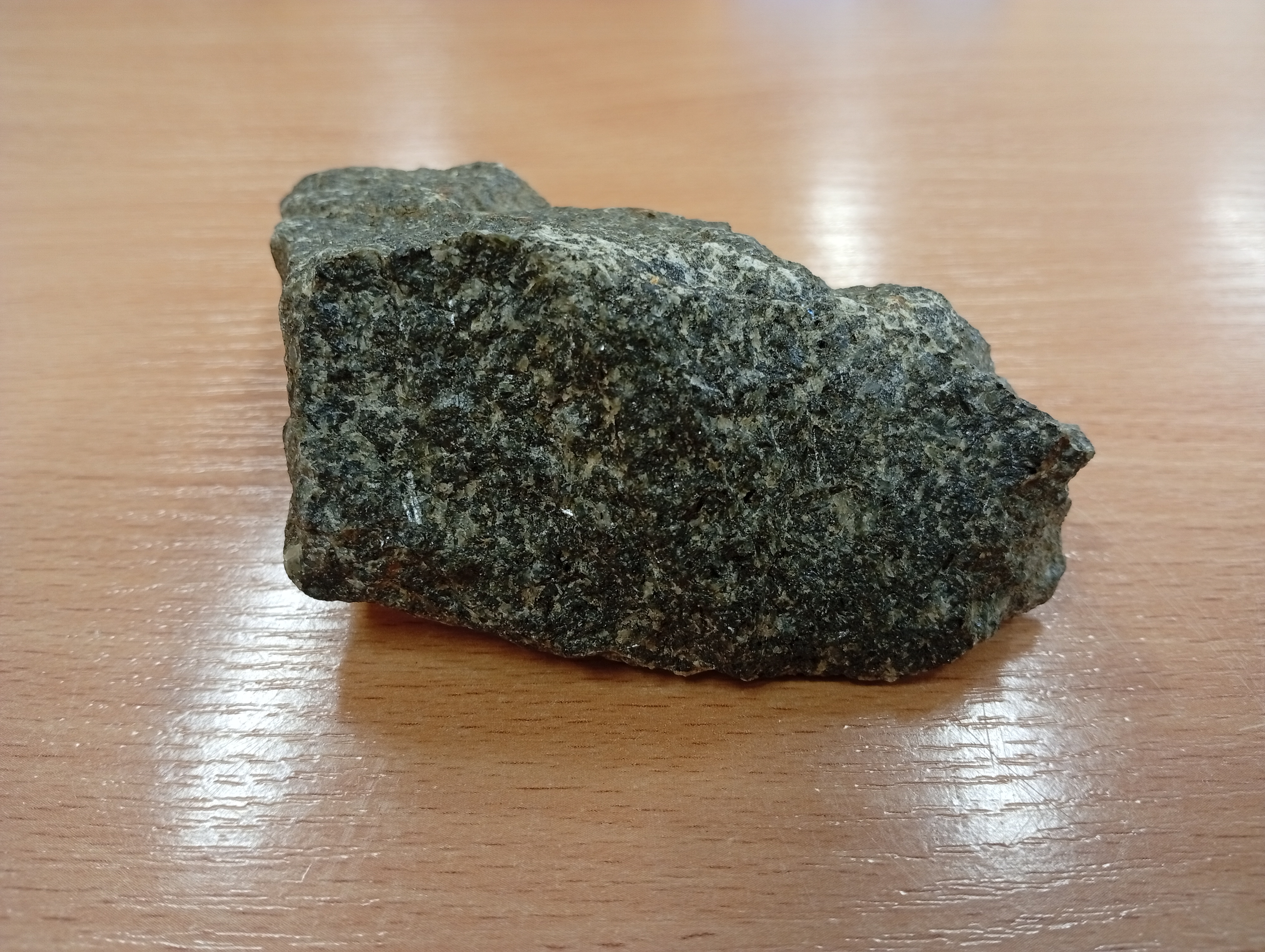
Dolerit
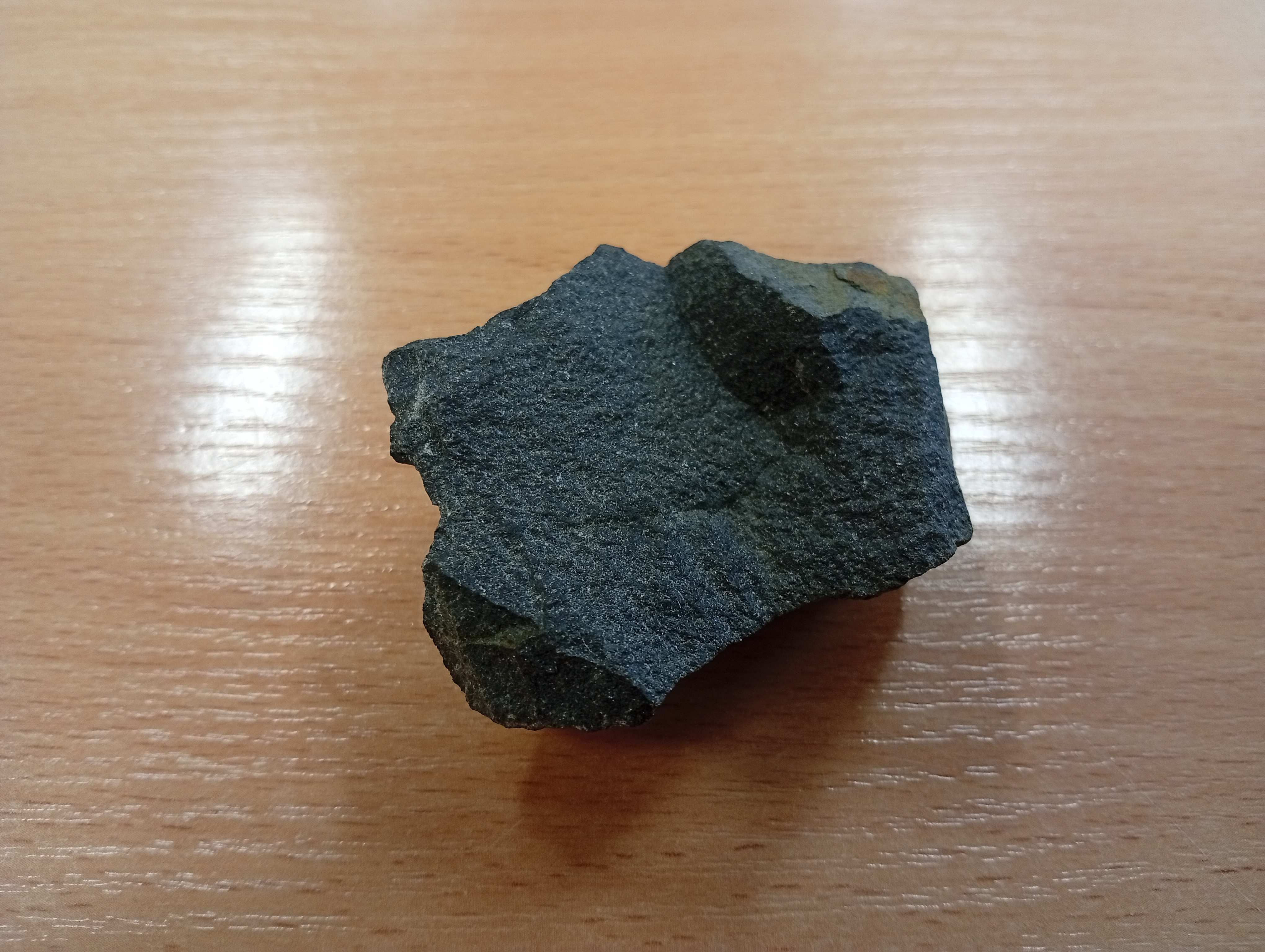
Bazaltoid